# Teatro Maravillas

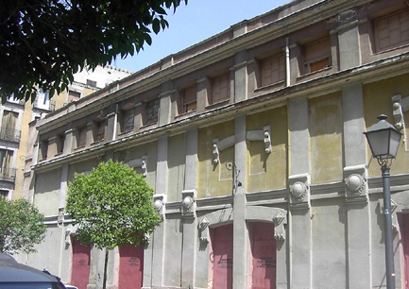
Fachada del antiguo teatro Maravillas (1918-1999).

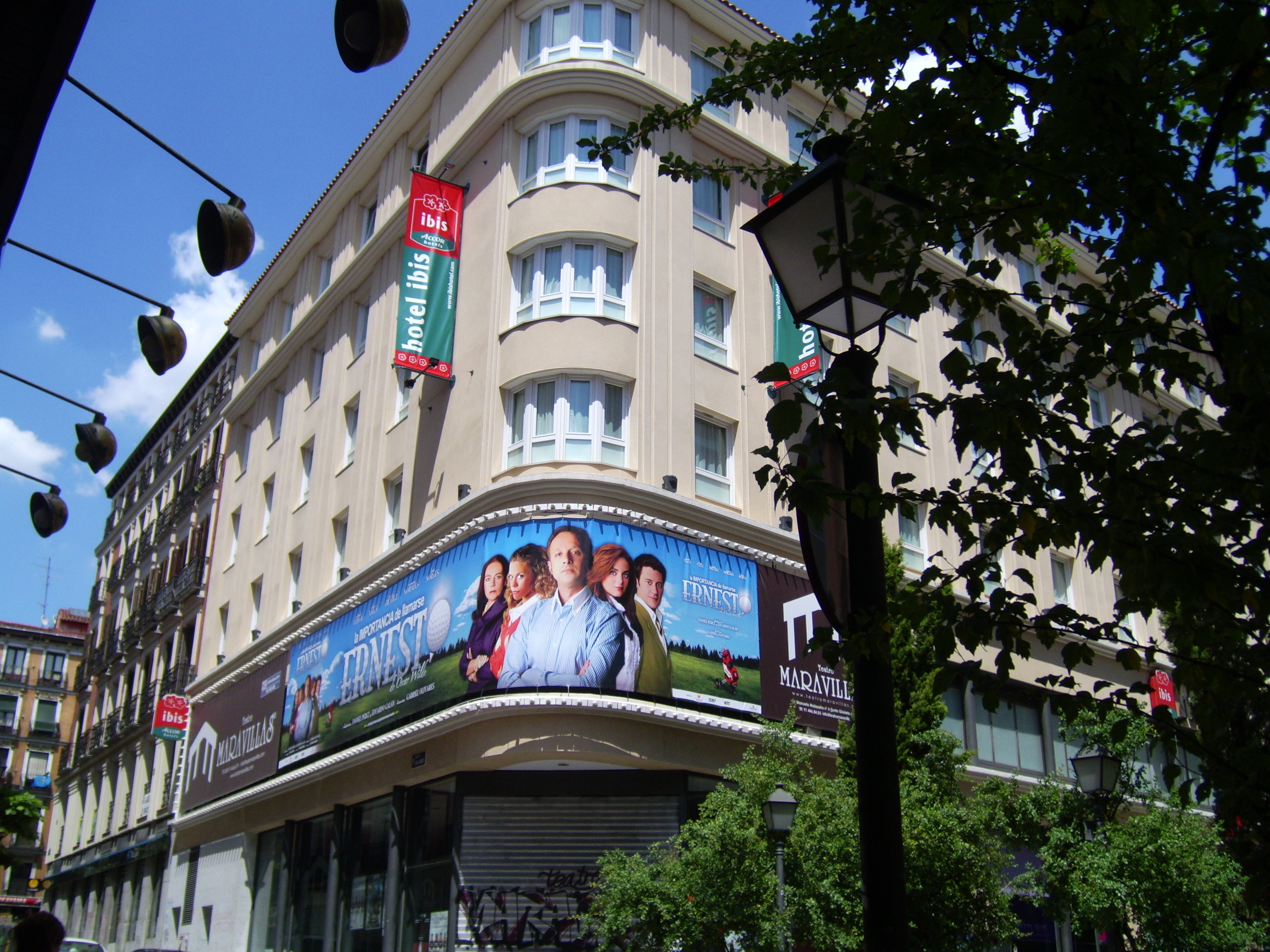
Fachada del nuevo inmueble en el que se recuperó el Teatro Maravillas en 2005.

El Teatro Maravillas es una sala teatral situada en el madrileño barrio de Malasaña. Es heredero de varias salas del mismo nombre, la primera de ellas inaugurada en 1887. En 1999 se cerró por motivos de seguridad, volviendo a abrirse en otoño de 2005, ya remodelado y por los mismos artistas
con los que fue clausurado, los humoristas Faemino y Cansado.

## Historia
En sus comienzos fue un teatro veraniego desmontable pero casi siempre ubicado en el mismo barrio.
Este "Teatro Maravillas", el tercero con tal nombre, en la misma zona, fue inaugurado en 1889 con la zarzuela Las hijas del Zebedeo de Ruperto Chapí.
A partir de 1919, y durante dos años, cambió su nombre por el de Madrid Cinema; las décadas siguientes alternó funciones de cine y teatro musical. Tras la Guerra Civil, el teatro se especializó en el género de la revista.
El 15 de julio de 1979, un atentado con bomba en la calle de Manuela Malasaña provocó enormes daños en la estructura del edificio. En 1993, el teatro recibió una subvención de la Comunidad de Madrid para su rehabilitación. Poco después el propietario en aquel momento, Luis García Ramos, solicitó la descatalogación del local para construir 37 apartamentos.
El 18 de febrero de 1999, cuando estaba en cartel una obra de los humoristas Faemino y Cansado, el Ayuntamiento de Madrid decidió cerrarlo por deficiencias en la estructura. La remodelación, incluyó la demolición del antiguo edificio y la construcción de un nuevo inmueble de pisos de vecindad, un Hotel Ibis (cadena Accor) y un nuevo y modesto Teatro Maravillas, que reabrió sus puertas el 2 de noviembre de 2005 bajo gestión de Pedro Larrañaga.
Entre las personalidades del mundo de la interpretación que pisaron su antiguo escenario (ya desaparecido), hay que mencionar a Sarah Bernhardt (1922), Rosario Pino y Raquel Meller.

## Obras representadas (selección)
- Las hijas del Zebedeo, zarzuela cómica en dos actos. Libreto de José Estremera con música de Ruperto Chapí (1889)
- La feria de Villaplácida, zarzuela en un acto. Libreto de Eduardo Navarro Gonzalvo con música de Rafael Calleja Gómez en colaboración con José Moreno Ballesteros (1896)
- El estado de sitio, juquete cómico-lírico en un acto. Libreto de Manuel Soriano y Luis Falcato con música de Rafael Calleja Gómez en colaboración con Vicente Lleó (1899)
- Concurso universal, proyecto cómico-lírico en un acto. Libreto de Enrique García Álvarez, Antonio Paso y Cano y Antonio López Monís con música de Rafael Calleja Gómez en colaboración con Joaquin Valverde Sanjuan (1899)
- Los presupuestos de Villapierde, revista cómico-lírica-política-financiera en un acto. Libreto de Salvador Maria Granés, Enrique García Álvarez y Antonio Paso y Cano con música de Rafael Calleja Gómez en colaboración con Vicente Lleó (1899)
- El cabaret de los apaches, Sketch de la zarzuela "El cine de Embajadores". Libreto de Antonio Martínez Viergol con música de Rafael Calleja Gómez (1924)
- La veneciana (1925) con Eugenia Zuffoli, José Bódalo padre y Salvador Videgain García
- El caudillo del Urbión (1926), zarzuela de Álvaro de Orriols (libro) y José María Tena (música).
- La casa de Quirós (1930), de Carlos Arniches, con Blanca Pozas.
- Las mimosas (1931)
- Mi costilla es un hueso(1932) con Miguel Ligero Rodríguez, Perlita Greco, Paco Galleguito.
- Las mujeres bonitas (1933), con Amparito Taberner, Perlita Greco, Salvador Videgain García, Miguel Ligero Rodríguez, "Galleguito".
- La condesa Maritza (1934), opereta de Julius Brammer y Alfred Grünwald (libro) e Imre Kálmán (música) en adaptación castellana de Antonio González Álvarez, con Charito Leonís, Teresita Silva, Lino Rodríguez y Pedro Barreto.
- Las anasiosas (1935), con Salvador Videgain García, Olvido Rodríguez y Liana Gracián.
- Una muerte imposible (1944).
- El águila de fuego (1956), con Celia Gámez.
- La venganza de Don Mendo (1959), con José Luis Ozores.
- Al rico bombón Eladio (1960), con Ángel de Andrés.
- El amor está debajo de una chistera (1967), de German Lopezarias, con Daniel Dicenta y Lina Canalejas
- ¡Cómo está el servicio! (1968), de Alfonso Paso, con Florinda Chico.
- Enseñar a un sinvergüenza (1968), de Alfonso Paso, con José Rubio.
- Viuda ella, viudo él (1968), de Alfonso Paso, con Florinda Chico y José Bódalo.
- El escaloncito (1970), con Florinda Chico.
- Sé infiel y no mires con quién (1972).
- Lo mío es de nacimiento (1978), con Emilio Laguna.
- Historia de un caballo (1979), con José María Rodero.
- Las bragas (1980) de Carl Sternheim, con Alicia Hermida y Santiago Ramos.
- Sobre el amor y otros cuentos sobre el amor (1980) con Norma Aleandro.
- Los domingos, bacanal (1980), de Fernando Fernán Gómez, con Daniel Dicenta y Emma Cohen.
- Las Leandras (1980), con María José Cantudo y Ángel de Andrés.
- Nunca es tarde si la noche es buena  (1982), con Juanjo Menéndez y Pilar Bardem.
- La movida (1983), con Juanjo Menéndez y Marisol Ayuso.
- El hotelito (1985), de Antonio Gala, con María José Alfonso, Julia Martínez, Beatriz Carvajal, Josele Román y Pilar Bardem.
- Un marido de ida y vuelta (1985), de Enrique Jardiel Poncela, con Jesús Puente y Amparo Baró.
- Lázaro en el laberinto (1986), de Antonio Buero Vallejo.
- Ni pobre ni rico, sino todo lo contrario (1986), de Miguel Mihura, con Manuel Galiana y Julia Trujillo.
- Los ochenta son nuestros (1988), de Ana Diosdado, con Amparo Larrañaga.
- Entre mujeres (1988), de Santiago Moncada, con Ana María Vidal.
- Música cercana (1989) de Antonio Buero Vallejo, con dirección de Gustavo Pérez Puig.
- Tirano Banderas (1992) de Valle-Inclán.
- Mariposas negras (1994), de Jaime Salom, con dirección de Manuel Canseco e interpretación de Manuel Gallardo y Silvia Tortosa.
- La otra orilla (1995), de José López Rubio, con dirección de Juanjo Menéndez e interpretación de Rosa Valenty y Francisco Cecilio.
- El tragaluz (1997), de Antonio Buero Vallejo, con Juan Ribó.
- La heredera (1997), de Ruth y August Goetz, con dirección de Gerardo Malla e interpretación de Andoni Ferreño y Sandra Torray.
- Salvajes (1999), de José Luis Alonso de Santos, con Amparo Soler Leal y Germán Cobos.
- Cuando más viejos, más pellejos (2005), con Faemino y Cansado.
- Hijos de mamá (2005) con Enrique San Francisco y Jorge Sanz.
- Witt (2005), con Rosa María Sardà.
- Misterioso asesinato en Manhattan (2006), con Enrique San Francisco y Beatriz Santana.
- Humo (2007), con Kiti Manver y Juan Luis Galiardo.
- El día del padre (2007) con Aitor Mazo y Javier Martín.
- Los 39 escalones (2008) con Patricia Conde.
- Mi primera vez (2009), de Ken Davenport, con Javi Martín y Miren Ibarguren.
- Adulterios (2009), de Woody Allen, con María Barranco y Miriam Díaz-Aroca.
- Tócala otra vez, Sam (2010), de Woody Allen, con Luis Merlo y María Barranco.
- Nunca es tarde (2011), con Ángel Martín y Ricardo Castella.
- Burundanga (2011), de Jordi Galcerán, con Antonio Hortelano.
- El crédito (2013-2017), de Jordi Galcerán, con Luis Merlo y Carlos Hipólito.
- Jamming teatro (2018-2020), con Paula Galimberti, Lolo Diego, Juanma Diez y Joaquín Tejada.
- Burundanga (2011-2020), de Jordi Galcerán, con Eloy Arenas y Fran Nortes.